# Liste d'écrivains népalais
 (décembre 2023).
Cette liste alphabétique d'auteurs népalais contient des auteurs de tous genres. En ce qui concerne les auteurs qui ont utilisé un pseudonyme, le nom véritable apparaît entre parenthèses.
- Haut – A
- B
- C
- D
- E
- F
- G
- H
- I
- J
- K
- L
- M
- N
- O
- P
- Q
- R
- S
- T
- U
- V
- W
- X
- Y
- Z

## A
- Bhanubhakta Acharya, (1814-1868)

## B
- Dor Bahadur Bista, (1928-1995)

## D
- Laxmi Prasad Devkota, (1909-1959)

## G
- Jhamak Ghimire, (1980-)

## P
- Parijat (1937-1993)
- Suman Pokhrel, (1967-)

## R
- Thubten Zopa Rinpoché, (1946-2003)

## S
- Balkrishna Sama, (1903-1981)
- Sanu Sharma,

## T
- Geeta Tripathee, (1972-)

## U
- Samrat Upadhyay, (1964-)